# Canal Anaga-Agaete
El canal Anaga-Agaete es el brazo de mar del océano Atlántico que separa geográficamente las islas de Tenerife y Gran Canaria en las Islas Canarias (España).
Políticamente, este brazo de mar separa también las provincias de Santa Cruz de Tenerife (por el oeste) y de Las Palmas (por el este). El término «canal Anaga-Agaete» es utilizado tanto geográficamente como en la meteorología.

## Toponimia
El canal toma el nombre del macizo de Anaga en Tenerife y el de Agaete en Gran Canaria, que son los dos accidentes geográficos más destacados a ambos lados del canal.

## Geografía
La distancia entre ambas orillas insulares es de aproximadamente 68,16 km. Se trata de una zona de cierta sismicidad asociada sobre todo al vulcanismo. En esta zona se encuentra el llamado "Volcán de Enmedio". Se trata de un volcán submarino con tres kilómetros de base, situado a 2.100 metros de profundidad.
Además, también existe en las profundidades del canal una falla de aproximadamente 35 kilómetros.

## Municipios
Los municipios que limitan con el canal son en Tenerife los de la costa este, y en Gran Canaria los del oeste. 
| En Tenerife destacan: - Santa Cruz de Tenerife - El Rosario - Candelaria - Arafo - Güímar - Fasnia - Arico - Granadilla de Abona - San Miguel de Abona - Arona | En Gran Canaria: - Gáldar - Agaete - Artenara - La Aldea de San Nicolás - Mogán |

## Tráfico marítimo
El canal Anaga-Agaete es zona de paso para las rutas marítimas que unen ambas islas capitalinas canarias. Por esta razón se trata del espacio entre islas más transitado de las Islas Canarias por vía marítima. 
En los límites del canal se encuentra el Puerto de Santa Cruz de Tenerife que conecta con la isla de Gran Canaria por los puertos de Agaete y de La Luz y Las Palmas. Si bien también conecta con todas las otras islas, las cuales se encuentran fuera del canal Anaga-Agaete. Además de conectar con Cádiz, Portimao y con las islas de Azores y Madeira.